# Pimelea octophylla
Pimelea octophylla är en tibastväxtart. Pimelea octophylla ingår i släktet Pimelea och familjen tibastväxter.

## Underarter
Arten delas in i följande underarter:
- P. o. ciliolaris
- P. o. octophylla